# Nácer ibne Alanas ibne Hamade
Nácer ibne Alanas ibne Hamade (An-Nasir ibn Alannas ibn Hammad) foi emir do Reino Hamádida de 1062 até sua morte em 1088. Era filho de Alanas e neto de Hamade ibne Bologuine (r. 1015–1028), fundador da dinastia reinante. Ascendeu ao assassinar o seu primo Bologuine (r. 1055–1062) como vingança pela morte de sua irmã.

## Vida

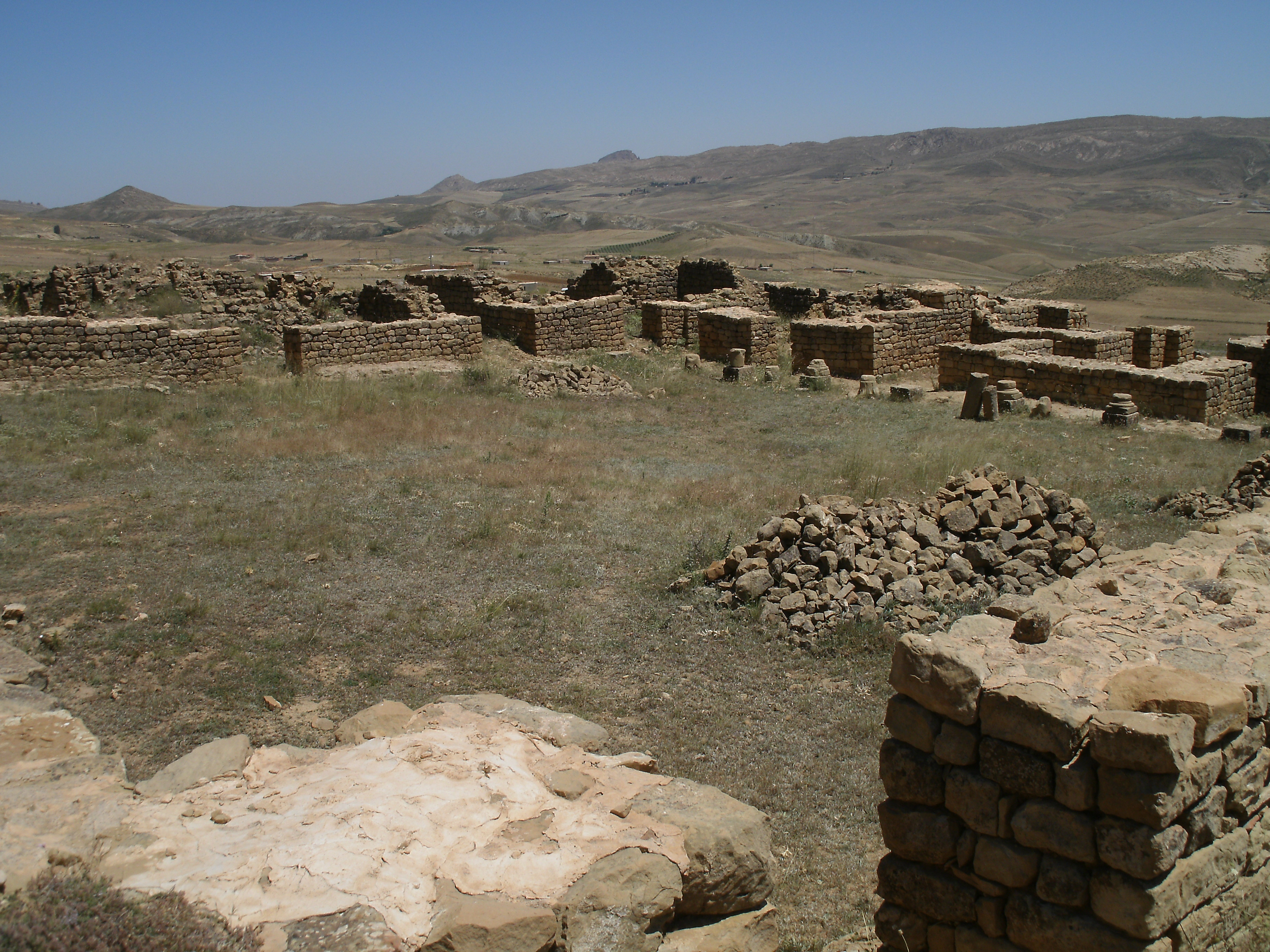
Ruínas de Achir

Nácer era filho de Alanas e neto do emir Hamade ibne Bologuine (r. 1015–1028). Teve ao menos uma irmã de nome incerto, que foi morta por seu primo Bologuine (r. 1055–1062), a quem matou em 1062 como vingança. Nomeou Abacar ibne Alfutu como vizir e atribuiu a seus irmãos as cidades de Miliana, Hâmeza (região de Buira na Cabília), N'Gaous, cujas muralhas foram demolidas pelo emir Almuiz ibne Badis (r. 1016–1062), e Constantina, que foi entregue a Balbar. Além deles, seus filhos Iúçufe e Abedalá receberam Achir e Argel respectivamente.
Ele gradualmente estabeleceu sua autoridade e atraiu importantes aliados como o régulo de Esfax Hamu ibne Malil instalado pelos Banu Hilal, os habitantes de Castília (Tozir) que lhe enviaram delegação cheia de presentes e acompanhada pelo novo governador (almocadém), e os xeiques de Cairuão e Túnis, na Ifríquia, que pediram que nomeasse um novo governador, um pedido que atende com a nomeação de Abdalaque ibne Abedalazize ibne Coraçane, o primeiro príncipe coraçane a governar Túnis com o conselho de xeiques. Por outro lado, a cidade de Biscra não reconheceu sua autoridade e Nácer enviou o antigo vizir de Bologuine para tomá-la. Ele retornou ao Alcalá com prisioneiros notáveis, que foram executados e crucificados pelo emir, mas foi acusado de preferir como emir um irmão de Bologuine em vez de Nácer e foi executado.
Tempos depois a guerra irrompeu entre as tribos dos Banu Hilal e Nácer recebeu um pedido de ajuda dos atebajes para lutar contra os Banu Ria, que estavam recebendo armas do emir Tamim ibne Almuiz (r. 1062–1108) em Mádia. Nácer reuniu exército de sanhajas e zenetas, ocupou Láribo e travou batalha perto de Sabiba. A batalha, travada em 1065, acabou em desastre devido a deserção dos zenetas e Nácer foi obrigado a se refugiar em Constantina. Perdeu seu irmão e tesouro e voltou a Alcalá com algumas centenas de homens, quando assinou um tratado de paz negociado por seu vizir, cuja vida foi ceifada pelo emir que suspeitou que estava agindo no interesse dos zíridas.

Reino Hamádida e vizinhos

Ruínas do Alcalá dos Banu Hamade

Sua derrota permitiu que a anarquia e devastação as quais a Ifríquia estava sujeita há anos se espalhassem pelo Magrebe Central. A derrota sanhaja selou a ascensão dos Banu Hilal sobre a Barbária Oriental, com os Banu Ria se apoderando da Ifríquia e os atebajes do Magrebe Central. Como os zíridas que foram forçados a abandonar Cairuão e se retirar para Mádia, os hamádidas abandonaram o Alcalá e foram a Bugia, batizada Nacíria em honra de seu fundador Nácer, que instalou-se ali pouco depois de 1068/1069. Ao mesmo tempo, o poder zírida-riaida na Ifríquia foi revivido com a captura de Túnis em 1067, levando Nácer e os atebajes a atacarem a Ifríquia em 1067/1068 e tomarem Láribo e Coração (que logo abandonam) antes de retornarem para Alcalá. Nácer pode ter tido algum papel na venda de Cairuão aos zuguebas em 1077/1078, ano da conclusão do pacto zírida-hamádida selado pelo casamento de Nácer com Balara, filha de Tamim. A paz, que durou até o fim do reinado de Tamim, marcou o zênite da superioridade hamádida sobre os zíridas, que foram superados pela invasão hilália.
Nácer liderou uma série de expedição ao ocidente e fez alianças com os chefes de uma importante tribo zeneta, os Banu Macuque. Em 1075, um chefe zeneta chamado ibne Cazerune saiu de Trípoli de onde, com apoio dos árabes Banu Adi, capturou Massila e Achir. Nácer respondeu ao ataque e repeliu-os ao deserto. Visando apaziguá-los, cedeu-lhes Zabe, mas informou o governador de Biscra da chegada deles. O governador recebeu-os com cerimônia e no dia seguinte seus servos apunhalaram os convidados. A cabeça de ibne Cazerune foi enviada a Nácer que a exibiu em Bugia e o corpo foi crucificado em Alcalá para servir de exemplo. Pouco depois, advertido pelos habitantes de Zabe que gomaras e magrauas estavam organizando um ataque junto dos atebajes, Nácer enviou seu filho Almançor com um corpo do exército e o príncipe destruiu Ugelane e capturou Uargla, onde estabeleceu novo governador. Nácer também suprimiu a tribo zeneta dos Banu Tujine, que ajudou uma tribo árabe a devastar o país, cujos chefes da tribo e seus aliados tiveram suas mãos e pés cortados e foram deixados para morrer.